# Denkmalliste der Stadt Moers

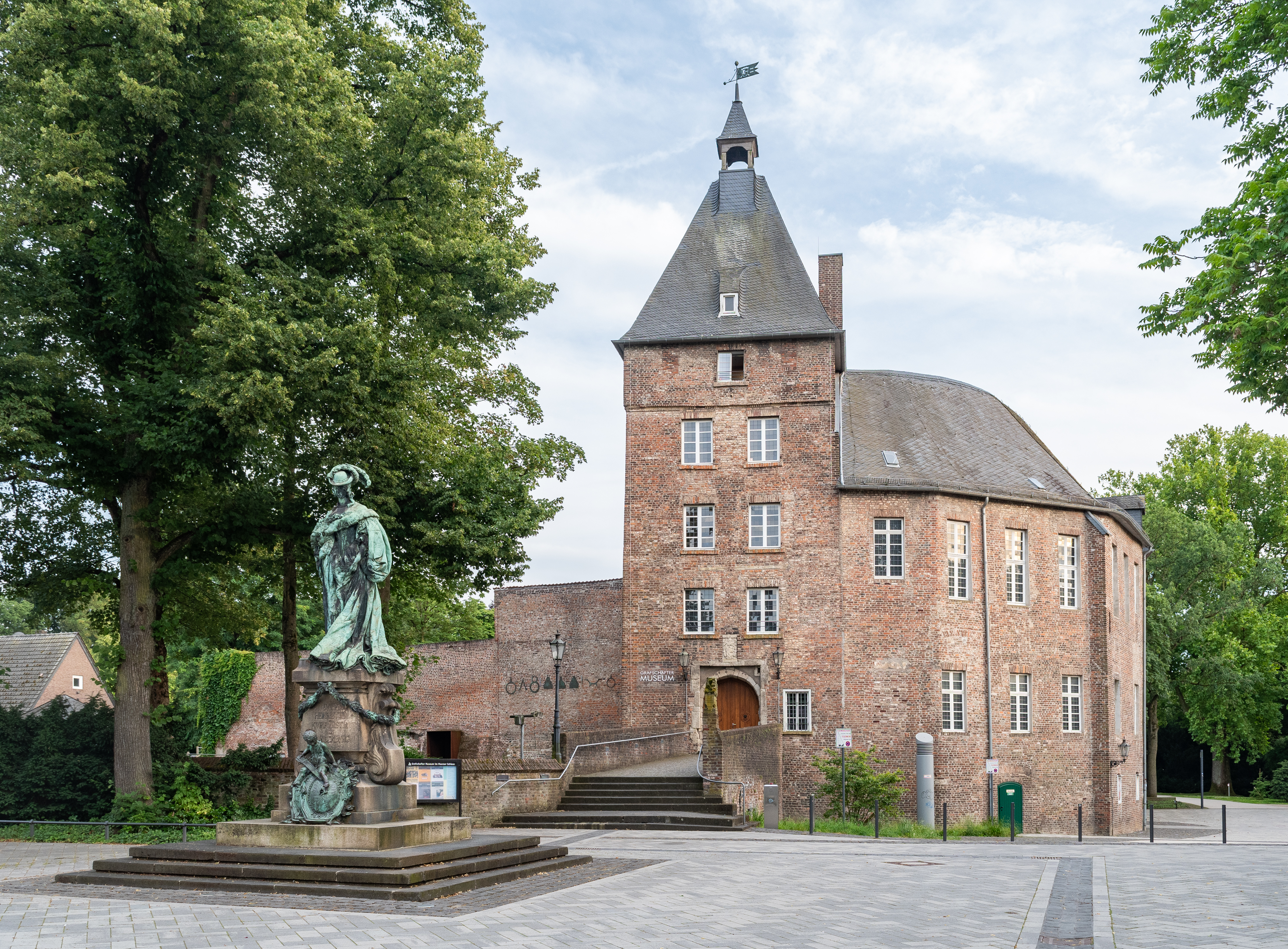
Das Moerser Schloss am Kastell ist das Baudenkmal mit der laufenden Nummer 1 und bildet den Mittelpunkt der Stadt und ihrer Kulturdenkmäler; die Statue Luise Henriette von Oranien (Heinrich Baucke, 1904) ist auch denkmalgeschützt.

Die Denkmalliste der Stadt Moers enthält alle Kulturdenkmäler auf dem Gebiet der Stadt Moers im Kreis Wesel in Nordrhein-Westfalen (Stand: 16. September 2011). Dazu zählen sämtliche Baudenkmäler, die sechs eingetragenen Bodendenkmäler und drei Denkmalbereiche. Grundlage für die Aufnahme ist das Denkmalschutzgesetz Nordrhein-Westfalens (DSchG NRW).
Die Denkmäler sind in diesem Artikel in der jeweiligen Tabelle nach ihrer Denkmalnummer sortiert. In der Spalte Lage finden sich außerdem Koordinaten und falls angebracht auch eine Adresse, sortiert wird sie allerdings nach dem Stadtteil (Stadtgliederung Moers), eine genauere Einordnung nach Ortsteil erfolgt nicht.

## Denkmallisten

### Bodendenkmäler
Die Denkmalliste der Stadt Moers enthält sechs Bodendenkmäler. Vier davon beziehen sich auf ehemalige Limeskastell Asciburgium, auf dem sich heute der Ortsteil Asberg befindet. Außerdem wird die im 12. Jahrhundert erstmals erwähnte Burg- und Hofwüstung Strommoers in Repelen sowie die Landwehr im Lauersforter Wald bei Vennikel auf ihr geführt.
| Bild                          | Bezeichnung                                       | Beschreibung | Lage                                   | Denkmal- nummer |
| ----------------------------- | ------------------------------------------------- | --- | -------------------------------------- | --------------- |
| Landwehr im Lauersforter Wald | Landwehr »Im Fährbruch«                           | Landwehr im Lauersforter Wald, vermutlich für das Schloss Lauersfort angelegt                                                | Kapellen Lauersforter Straße Karte     | 18              |
|                               | Burgwüstung Strommoers                            | Burg- und Hofwüstung von Strommoers, auf der eine bereits 1147 der Mutter Gottes geweihte Kapelle (Baudenkmal-Nr. 116) steht | Rheinkamp Rheinberger Straße 700 Karte | 39              |
|                               | Römerlager Asciburgium                            | ehemaliges Garnisonsplatz am Niedergermanischen Limes, heute jedoch größtenteils überbaut                                    | Moers Karte                            | 108             |
|                               | Römisches Gräberfeld                              | Nördliches Gräberfeld des ehemaligen Garnisonsplatzes Asciburgium im Süden des heutigen Asbergs                              | Moers Karte                            | 115             |
|                               | Römisches Gräberfeld                              | Südliches Gräberfeld des ehemaligen Garnisonsplatzes Asciburgium westlich von Schwafheim                                     | Moers Karte                            | 116             |
|                               | Vicus Asciburgium                                 | Südlich gelegenes Lagerdorf des römischen Kastells im ehemaligen Garnisonsplatz Asciburgium                                  | Moers Karte                            | 117             |
|                               | Evangelische Stadtkirche, Kloster- und Gräberfeld | | Moers Klosterstraße 5 Karte            | 194             |

### Denkmalbereiche
| Bild                    | Bezeichnung            | Einzeldenkmäler                                | Lage            | Denkmal- nummer |
| ----------------------- | ---------------------- | ---------------------------------------------- | --------------- | --------------- |
| Stadtwall               | Wall- und Grabenanlage | Baudenkmal: Nr. 103                            | Moers Karte     | 1               |
| Panorama des Altmarktes | Altmarkt               | Baudenkmäler: Nr. 37, 75, 76, 77               | Moers Karte     | 2               |
|                         | An der Linde           | Baudenkmäler: Nr. 4, 17, 31, 32, 106, 107, 108 | Rheinkamp Karte | 3               |